# Monosyntaxis ochosphena
Monosyntaxis ochosphena är en fjärilsart som beskrevs av Alfred Ernest Wileman och Reginald James West 1928. 
Monosyntaxis ochosphena ingår i släktet Monosyntaxis och familjen björnspinnare. Inga underarter finns listade i Catalogue of Life.